# Comune di Them
Il comune di Them, fino al 1º gennaio 2007 è stato un comune danese situato nella contea di Århus, il comune aveva una popolazione di 7 000 abitanti (2005) e una superficie di 210 km². Capoluogo era la cittadina omonima.
Dal 1º gennaio 2007, con l'entrata in vigore della riforma amministrativa, il comune è stato soppresso e accorpato, insieme ai comuni di Gjern e Kjellerup al riformato comune di Silkeborg.